# Landolphia trichostigma
Landolphia trichostigma là một loài thực vật có hoa trong họ La bố ma. Loài này được Jum. mô tả khoa học đầu tiên năm 1909.